# Eurytoma sphegum
Eurytoma sphegum is een vliesvleugelig insect uit de familie Eurytomidae. De wetenschappelijke naam is voor het eerst geldig gepubliceerd in 1787 door Fabricius.